# 高渡镇
高渡镇，是中华人民共和国江苏省宿迁市泗阳县下辖的一个乡镇级行政单位。2020年7月，撤销卢集镇、高渡镇，设立新的卢集镇。以原卢集镇、高渡镇的行政区域为卢集镇行政区域。

## 行政区划
高渡镇下辖以下地区：
南王集社区、高集村、周岗嘴村、镇北村、颜勒村、南大滩村、高渡村、吴勒村和曹嘴村。